# الدرزباخ
الدرزباخ (به آلمانی: Aldersbach) یک شهر در آلمان است که در بایرن واقع شده‌است.

## خصوصیات
الدرزباخ ۴۵٫۸۲ کیلومترمربع مساحت دارد ۳۲۸ متر بالاتر از سطح دریا واقع شده‌است.